# Schluckauf
Der Schluckauf (lateinisch Singultus) ist eine kräftige, reflektorische und periodische Einatmungsbewegung (Kontraktion) des Zwerchfells, wobei jede Inspiration durch plötzlichen Stimmlippenverschluss unterbrochen wird. Dabei entsteht ein charakteristisches Einatmungsgeräusch, das umgangssprachlich-lautmalerisch als „Hicks“ verbalisiert wird. Der Zweck des Schluckaufs und die zugrundeliegenden pathophysiologischen Mechanismen sind kaum bekannt.
Schluckauf kann nicht nur bei Menschen auftreten, auch bei Tieren wie Hunden, Katzen, Kaninchen, Robben, Pandas, und Pferden ist das Phänomen bekannt.

## Terminologie
Es gibt zahlreiche lautmalerische, umgangssprachliche und regionale Bezeichnungen für den Schluckauf:
Hicks (ugs.), Glucksi o. Gluggsi (schweiz.), Glutzger (süddt.), Hägger (schwäbisch), Häsch (süddt.), Hätscher (süddt.), Hecker (süddt.), Hick (luxemburgisch), Hickepick (niederrheinisch), Hicker (nordostdeutsch), Hickeschlick (ruhrdt., veraltend), Hicki (schweiz.), Hickser (süddt.), Hickop (plattdeutsch), Higgis (schweiz.), Hitzgi (schweiz., Zürich), Schlicks (regional), Schlickser (regional), Schlucken (ostdeutsch), Schluckiza (kärntnerisch), Schluckser (süddt.), Schnackel (westösterreichisch), Schnackerl (ostösterreichisch), Schnackler (bayr., westösterreichisch), Schnaggile (kärntnerisch, tirolerisch).

## Ursachen
Ein Schluckauf kann beim Menschen sowohl harmlose als auch krankhafte Auslöser haben.
- Zumeist wird der Schluckauf durch vorübergehende Überdehnung des Magens, wie bei hastigem Essen, durch kohlensäurehaltige und kalte Getränke oder durch scharfes Essen, ausgelöst.
- Vegetative Veränderungen, etwa bei Alkoholkonsum oder Erregungszuständen, können ihn auslösen.
- heftige Lachanfälle
- Ein Schluckauf kann auch medikamentös ausgelöst sein, z. B. durch Benzodiazepine, Barbiturate oder Kortikosteroide. Benzodiazepine sind bei Schluckauf kontraindiziert, weil sie ihn selbst auslösen können.[6][7]

Ein chronisch andauernder Schluckauf kann selten Ausdruck einer anderen zugrunde liegenden Erkrankung sein, wie bei:
- Störungen am Zwerchfell, z. B. bei einer gastroösophagealen Refluxerkrankung, Entzündungen, einem unter dem Zwerchfell liegenden Abszess, einem Magengeschwür, sowie bei Reizungen durch Operationen im Oberbauch.
- Störungen im Verlauf des Nervus phrenicus, welcher das Zwerchfell innerviert
- Störungen im Zentralnervensystem

Häufig lässt sich keine Ursache finden (idiopathischer Singultus).

## Folgen des chronischen Schluckaufs
In besonders seltenen Fällen leiden Menschen unter chronischem Schluckauf, mitunter viele Jahre lang. Der längste ununterbrochene Schluckauf beim Menschen dauerte angeblich von 1922 bis 1990. Ein solches Leiden bringt nicht nur körperliche Einschränkungen mit sich, sondern schlägt oft auch auf die Psyche und kann bis zum Suizid führen. Auf körperlicher Ebene wird durch dauernden Schluckauf die Sauerstoffversorgung beeinträchtigt, und es kommt zu Schlafstörungen. An der Universität Heidelberg existiert ein Therapiezentrum für Patienten mit chronischem Schluckauf.

## Therapien
Es gibt viele Hausmittel gegen Schluckauf, die vorwiegend auf eine „Beruhigung“ der Atmung und des Zwerchfells zielen. Beispielsweise soll es teilweise helfen, 30 Sekunden lang die Luft anzuhalten. Manche Menschen können sogar durch Konzentration auf die Atmung ihr Zwerchfell entspannen und damit den Schluckauf beenden. Viele Hausmittel haben auch etwas mit Aufmerksamkeit zu tun (Ablenkung, Erschrecktwerden) oder mit absichtlich erschwertem Schlucken, wie trocken/während des Luftanhaltens schlucken, gegen die Bauchmuskulatur schlucken oder kopfüber nach oben schlucken.
Die medizinische Fachliteratur erwähnt auch einige andere Behandlungsformen, neben pharmakologischen wie Cannabis auch Orgasmen, rektale Massagen per Finger oder die nasale Anwendung von Essig. Auch Erbrechen soll den Schluckauf beenden. Aus dem japanischen Kappō, einer traditionellen Heilmethode, ist eine weitere Maßnahme überliefert, bei der man auf einen bestimmten Bereich des Nackens Druck ausübt.
Medikamentös wird mit Protonenpumpenhemmern, Prokinetika, Sympathomimetika, Sedativa und Neuroleptika behandelt; früher mit Triflupromazin (wurde 2003 vom Markt genommen) oder Diazepam, heute oft mit dem Spasmolytikum Baclofen.

## Traditionelle Erklärungsversuche
Wie beim Niesen (Sternution, Sternutation) etwas näher ausgeführt, sind (bzw. waren) auch mit dem Schluckauf allerlei traditionelle, abergläubische Vorstellungen verbunden, wie zum Beispiel, dass eine nicht anwesende Person an die in diesem Moment unter Schluckauf leidende Person denkt.

## Sonstige Erklärungen
Die Atmung wird im Wesentlichen vom Hirnstamm zwischen Großhirn und Rückenmark gesteuert. Bei den Fischen reguliert er die rhythmischen Muskelbewegungen im nahe gelegenen Rachen und den Kiemen. Bei Säugetieren werden die Muskeln der Brustwand und des Zwerchfells vom Hirnstamm angesteuert. Hierzu haben sich lange Leitungsbahnen ausgebildet: der Vagus- und der Phrenicusnerv. Der komplizierte Verlauf bedingt die Störanfälligkeit dieser Konstruktion. Alles, was die Funktion eines dieser Nerven beeinträchtigt, kann unkontrollierte Kontraktionen auslösen.
Der Mustergenerator, der im Hirnstamm für den Schluckauf verantwortlich ist, findet sich auch bei Kaulquappen und Lungenfischen; beide Tiere atmen über Lungen und Kiemen. Dieser Generator ist aktiv, wenn die Atmung über die Kiemen erfolgt. Das Wasser wird durch Maul, Rachen und Kiemen geleitet, darf aber nicht in die Lunge geraten. Das verhindert die Glottis (Epiglottis = Kehlkopfdeckel), ein Gewebedeckel, der dann die Luftröhre abdeckt. Das Schließen der Glottis bei Wasseratmung ist somit eine abgewandelte Form des Schluckaufs.
Schluckauf haben bereits Föten. Es wird angenommen, dass damit der Atemreflex trainiert oder Fruchtwasser aus der Speiseröhre gedrückt wird. Nach der Geburt gilt das Hicksen als Relikt aus dem Mutterleib.
Schluckauf tritt auch nach Rückfluss von Mageninhalt in die Speiseröhre oder beim Schlucken zu wenig eingespeichelter und zu trockener Nahrung auf. Dieser Zwerchfellreflex wirkt dann auf die Speiseröhre auf Höhe des Zwerchfell-Speiseröhrenschlitzes als Mittel, die „verstopfte“ Speiseröhre zu befreien. Nachtrinken von Flüssigkeit kann ebenfalls die Speiseröhre von Inhalt befreien und so den Schluckauf beheben. Ein weiteres Mittel zur Verminderung von Schluckauf ist die (zur Behebung einer Hyperventilation eingesetzte) Rückatmung in eine Plastiktüte.
Ansonsten kann Schluckauf beim Genuss zu heißer oder zu kalter Speisen und Getränke oder bei einer Reihe von Erkrankungen und auch bei psychischer Erregung oder Reizung des Zentralnervensystems durch geänderte chemische Zusammensetzung des Blutes auftreten.

## Darstellungen in kulturellen Werken
In Roberto Bolaños Monsieur Pain (1999) stirbt César Vallejo am Dauerschluckauf. In Jonathan Lethems Chronic City (2009) überträgt sich der Schluckauf von einem Pitbull auf einen Menschen. Dessen innere Organe werden durch die vom dauerhaften Schluckauf hervorgerufenen Spasmen letal geschädigt. Monologe mit Schluckauf werden hier als „Hickolog“ bezeichnet.
In Kurt Vonneguts Timequake (1997) führt eine u. a. als „Schluckauf“ bezeichnete Störung des Raum-Zeit-Kontinuums dazu, dass sich die Jahre 1991 bis 2001 unverändert wiederholen.
Im ungarischen Film Hukkle – Das Dorf (2002) wird der (onomatopoetisch) titelgebende Schluckauf als strukturierendes Stilmerkmal verwendet.